# جبال النقب
جبال النقب هي منطقة جبلية تقع في الجزء الشمالي الغربي من صحراء النقب ويعتبر جبل رأس الرمان أعلى قمة في جبال النقب وأعلى نقطة في جنوب فلسطين التاريخية، حيث يبلغ ارتفاعه 1037 متر.
معظم المنطقة التي ينتمي لها جبال النقب هي محميات طبيعية، وهي الأكبر في إسرائيل حيث تبلغ مساحتها حوالي 1045000 دونم.

## قائمة القمم
| اسم الجبل      | الإرتفاع بالمتر |
| -------------- | --------------- |
| جبل رأس الرمان | 1037            |
| جبل عجرمية     | 1015            |
| قرون الرمان    | 1006            |
| جبل سماوي      | 1006            |
| رأس الخراشة    | 1000            |
| جبل خاروف      | 1000            |
| جبل عريف       | 957             |
| جبل عديد       | 935             |
| جبل إم جوف     | 863             |
| جبل أبو علاليق | 844             |
| جبال حثيرة     | 716             |